# Ferrocarril de San Gotardo

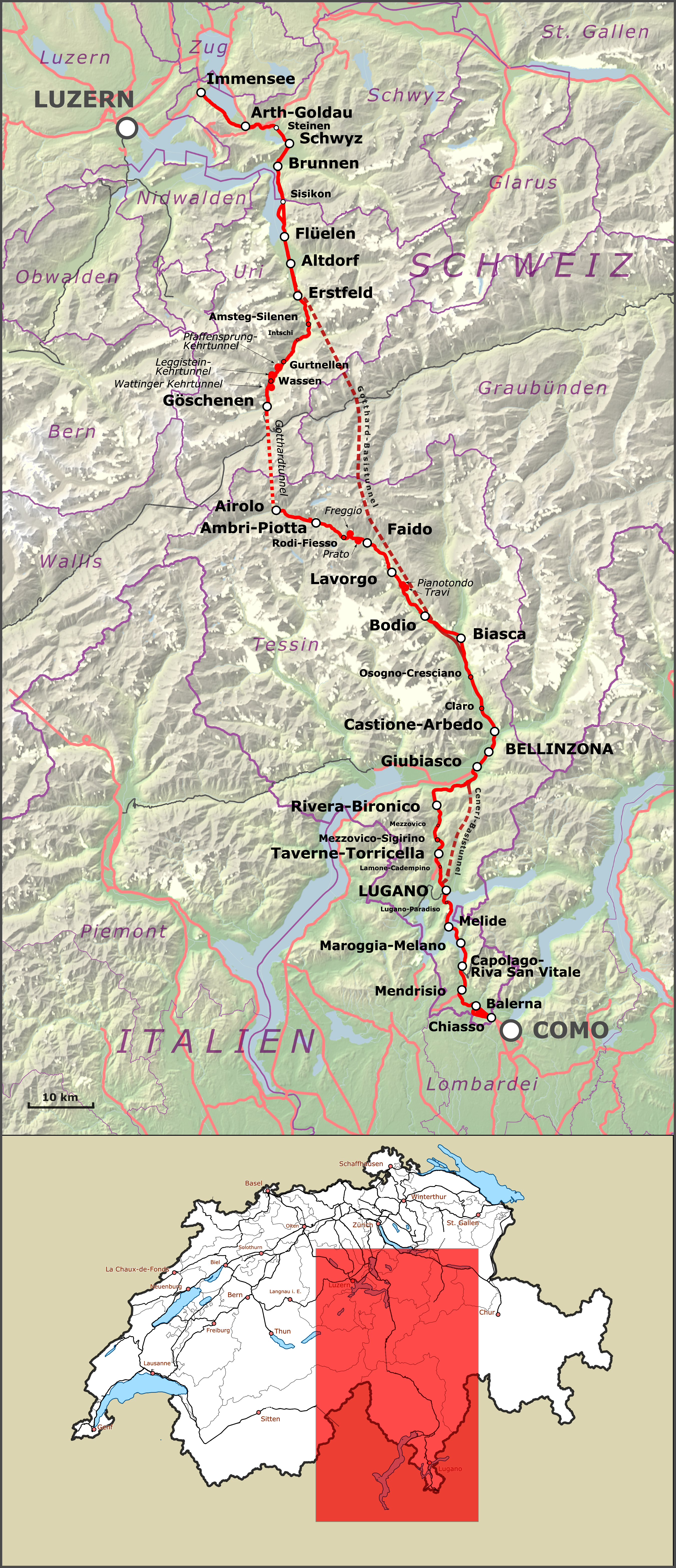
mapa del Ferrocarril de San Gotardo

El ferrocarril de San Gotardo (en alemán: Gotthardbahn; en italiano: Ferrovia del Gottardo) es la línea ferroviaria transalpina suiza desde el norte de Suiza hasta el cantón de Ticino. La línea forma parte importante de un importante enlace ferroviario internacional entre el norte y el sur de Europa, especialmente en el corredor Rotterdam-Basilea-Génova. Su ancho de vía es de 1435 milímetros (Ancho internacional) y está electrificado con un sistema de 15 kV de CA alimentados por catenaria.
El ferrocarril comprende una línea principal de Immensee a Chiasso de 206 kilómetros de largo, junto con ramales, de Immensee a Lucerna y Rotkreuz, de Arth-Goldau a Zug, y de Bellinzona a Locarno y Luino. La línea principal, el segundo ferrocarril más alto en Suiza, penetra en los Alpes por medio del túnel de San Gotardo a 1151 metros sobre el nivel del mar. Luego, la línea desciende hasta Bellinzona, a 241 metros sobre el nivel del mar, antes de subir nuevamente al puerto de Monte Ceneri, en el camino a Lugano y Chiasso. Las diferencias extremas de altitud requieren el uso de aproximaciones con rampas largas en cada lado, junto con varias espirales.
La construcción de la línea comenzó en 1872, con algunas secciones de tierras bajas que se abrieron en 1874. La línea completa se abrió en 1882, luego de la finalización del Túnel de San Gotardo. Financiada y operada inicialmente por una empresa ferroviaria privada llamada Compañía Ferroviaria de San Gotardo, la línea se incorporó a los Ferrocarriles Federales Suizos en 1909 y se electrificó en 1922.
Los accesos al túnel existente continúan restringiendo la velocidad y la capacidad en esta importante ruta internacional, y en 1992 se decidió construir una nueva ruta de nivel inferior en el eje de San Gotardo como parte del proyecto NRLA. Esta ruta implica la construcción del nuevo túnel de base de San Gotardo y el túnel de base de Ceneri. El túnel base de San Gotardo se completó y se integró con la ruta existente en 2016, mientras que el túnel base Ceneri fue inaugurado en 2020.